# Unterwachingen
Unterwachingen là một xã ở huyện Alb-Donau ở bang Baden-Württemberg thuộc nước Đức. Đô thị này có diện tích 2,6 km², dân số thời điểm 31 tháng 12 năm 2020 là 200 người.